# Kavangoland
Pour les articles homonymes, voir Kavango (homonymie).
1973–1989
Entités précédentes :
- Sud-Ouest africain

Entités suivantes :
- Namibie

Le Kavangoland était un bantoustan autonome situé dans le Nord-Est de l'actuelle Namibie entre 1973 et 1989, quand le pays, alors appelé Sud-Ouest africain, était administré par l'Afrique du Sud. Il regroupait des populations de l'ethnie Kavango, et la langue officielle était le RuKwangali.
Kavangoland signifie pays des Kavangos

## Histoire
Le bantoustan du Kavangoland fut créé en octobre 1970 à la suite du rapport de la commission Odendaal de 1964. Il accéda à l'autonomie en mai 1973.
Il réintégra la Namibie en mai 1989 dans les régions de Kavango et de Caprivi.

## Géographie

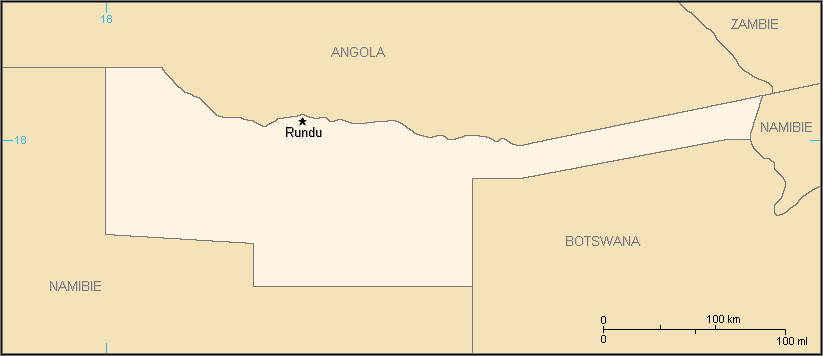
Carte du Kavangoland

Le Kavangoland se situait dans le Nord-Est de la Namibie et comprenait la majeure partie de la bande de Caprivi. Il avait une frontière avec l'Angola et le Botswana.

## Politique
L'Alliance démocratique de la Turnhalle (Democratic Turnhalle Alliance ou DTA en anglais) fut au pouvoir du Kavangoland de 1981 à 1989.

### Liste des chefs d'État du Kavangoland
- Kavangoland
  - Linus Shashipapo (chef du conseil) : d'octobre 1970 à mai 1973
- Kavangoland (autonome)
  - Linus Shashipapo (ministre en chef) : de mai 1973 à septembre 1977
  - Alfons Shashipapo (ministre en chef) : de septembre 1977 au 20 janvier 1981
  - Sebastiaan Kamwanga (président du comité exécutif) (DTA) : du 20 janvier 1981 à mai 1989

## Drapeau
Le drapeau a été défini dans la section deux du Kavango Flag Act de 1973.
Le vert fait référence à la végétation luxuriante alors que l'orange, le blanc et le bleu font référence aux couleurs de l'ancien drapeau de l'Afrique du Sud.
Le drapeau a été abandonné en mai 1989 avec la réintégration du bantoustan dans la Namibie.